# Rio 2
Rio 2 és una pel·lícula d'animació musical del 2014 dirigida per Carlos Saldanha a partir d'un guió de Don Rhymer, Carlos Kotkin, Jenny Bicks i Yoni Brenner. És la seqüela de la pel·lícula de l'any 2011, Rio. Els actors que doblen les veus dels personatges són: Anne Hathaway, Jesse Eisenberg, Jemaine Clement, Leslie Mann, George Lopez, Jamie Foxx, will.i.am, Tracy Morgan, Rodrigo Santoro i Jake T. Austin. També col·laboren amb les seves veus Kristin Chenoweth, Bruno Mars, Rita Moreno i Andy García.

## Repartiment
- Jesse Eisenberg: Blu
- Anne Hathaway: Jewel
- Jemaine Clement: Nigel
- Kristin Chenoweth:[1] Gabi
- will.i.am: Pedro
- George Lopez: Rafael
- Bruno Mars:[1] Roberto
- Leslie Mann: Linda
- Rodrigo Santoro: Túlio
- Rita Moreno: Aunt Mimi
- Tracy Morgan: Luiz
- Jake T. Austin: Fernando
- Andy García:[1] Eduardo
- Jamie Foxx: Nico
- Rachel Crow: Carla
- Pierce Gagnon:[1] Tiago
- Amandla Stenberg:[1] Bia
- Miguel Ferrer: Big Boss
- Janelle Monáe: Dr. Monae
- Bebel Gilberto: Eva
- Philip Lawrence: Felipe

## Recepció
A Rotten Tomatoes el 50% dels crítics li va donar una ressenya positiva amb una mitjana de 5.4/10 basant-se en 113 ressenyes. Al web Metacritic que reuneix crítiques de diverses fonts té una valoració de 49 sobre 100 basada en 34 crítiques.